# همرسمیت
همرسمیت (به انگلیسی: Hammersmith) یک ناحیه در لندن است که در منطقه همرسمیت و فولام لندن واقع شده‌است.

## خواهرخوانده
شهر بولونی-بیانکور خواهرخواندهٔ همرسمیت هست.

## افراد مشهور
| - لی‌لی آلن (زاده ۱۹۸۵) – خواننده پاپ - آلفی آلن (زاده ۱۹۸۶) – بازیگر - بیل بیلی (زاده ۱۹۶۴) – نکمدی - جیمی بامبر (زاده ۱۹۷۳) – بازیگر - ساشا بارون کوهن – کمدین و بازیگر - تیان برت (زاده ۱۹۷۶) – خواننده و رقصنده، سابق S Club 7 - میشا بارتون (زاده ۱۹۸۶) – بازیگر - مارکوس بنت (زاده ۱۹۷۸) – بازیکن فوتبال - جورج بوید (زاده ۱۹۸۵) – بازیکن فوتبال - سباستین کو (زاده ۱۹۵۶) – athlete and politician - بندیکت کامبربچ (زاده ۱۹۷۶) - بازیگر - راجر دالتری (زاده ۱۹۴۴) – خواننده راک - لی‌لی دونالدسون – مانکن - استل – خواننده رپ - امیلیا فاکس (زاده ۱۹۷۴) – بازیگر - فردی فاکس (زاده ۱۹۸۹) - بازیگر - رابسون گرین (زاده ۱۹۶۴) - بازیگر - هیو گرانت – بازیگر | - تام هاردی (زاده ۱۹۷۷) – بازیگر - میراندا هارت (زاده ۱۹۷۲) - بازیگر - گوستاو هولست - see above - جیمز می (زاده ۱۹۶۳) – مجری تلویزیونی و نویسنده - جان میلتون (۱۶۰۸–۱۶۷۴) – شاعر - هلن میرن (زاده ۱۹۴۵) – بازیگر - ویلیام موریس (۱۸۳۴–۱۸۹۶) – هنرمند، نویسنده، socialist و activist - استوارت پیرس – بازیکن فوتبال - رزمند پایک (زاده ۱۹۷۹) – بازیگر - ایموجن پوتس (زاده ۱۹۸۹) – بازیگر - ویل پولتر (زاده ۱۹۹۳) - بازیگر - لوسی پانچ (زاده ۱۹۷۷) – بازیگر - دنیل ردکلیف (زاده ۱۹۸۹) – بازیگر هری پاتر - آلن ریکمن (زاده ۱۹۴۶) – بازیگر - ویدال ساسون – hairdresser و businessman - گابریل تامسون (زاده ۱۹۸۶) - بازیگر - اد وستویک (زاده ۱۹۸۷) – بازیگر |

## نگارخانه

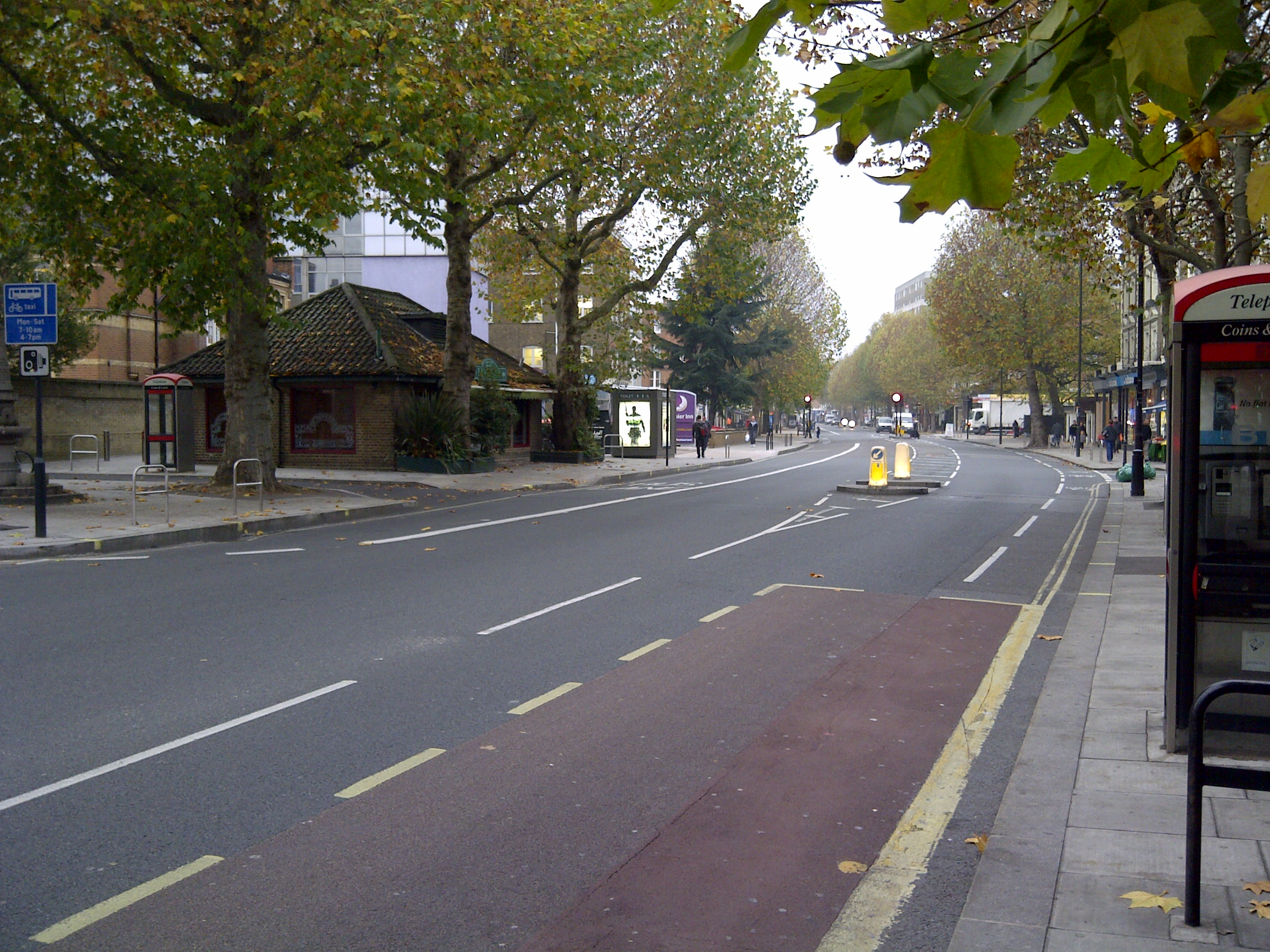
خیابان پادشاه
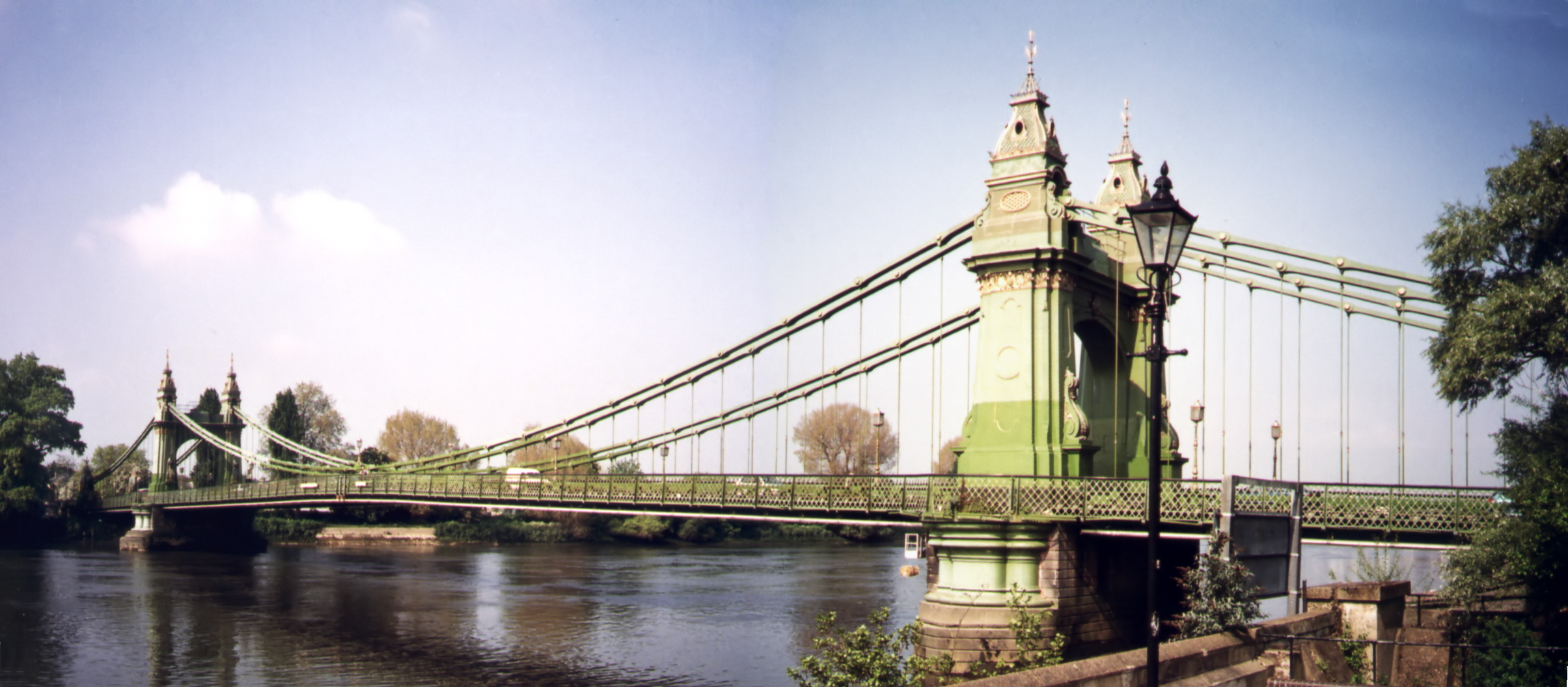
پل همرسمیت